# 眼眶牛尾魚
斑瞳鯒（学名：Inegocia guttata），又稱眼眶牛尾魚為輻鰭魚綱鮋形目牛尾魚科的其中一種。分布于日本以及中国南海、东海、台湾海峡等海域，属于温热带海域底层鱼类。该物种的模式产地在日本。
其种加词“guttata”意为“点状纹样的”。

## 深度
水深約5至100公尺。

## 特徵
頭部各隆起稜線上無鋸齒或顆粒突起。側線上僅前部1至3枚具有小棘。前鰓蓋棘兩枚，皆小於眼徑的一半。鰓蓋主骨的邊緣，相當於前鰓蓋棘之下方具有大型，如舌狀的皮辮。背鰭、臀鰭均有11個鰭條。體呈淡褐色，背面有8條顯著的暗色橫斑，並有細小褐色斑點。體長可達50公分。

## 生態
本魚屬於底棲性魚類，游動緩慢，常棲於泥中，以魚類及甲殼類為食。

## 經濟利用
食用魚，以油煎為宜。